# Chassigny, Haute-Marne
Chassigny là một xã thuộc tỉnh Haute-Marne trong vùng Grand Est đông bắc nước Pháp.